# Donnie Mcclurkin
 (août 2022).
Si vous disposez d'ouvrages ou d'articles de référence ou si vous connaissez des sites web de qualité traitant du thème abordé ici, merci de compléter l'article en donnant les références utiles à sa vérifiabilité et en les liant à la section « Notes et références ».
 (août 2022).
La mise en forme du texte ne suit pas les recommandations de Wikipédia : il faut le « wikifier ».
Les points d'amélioration suivants sont les cas les plus fréquents :
- Les titres sont pré-formatés par le logiciel. Ils ne sont ni en capitales, ni en gras.
- Le texte ne doit pas être écrit en capitales (les noms de famille non plus), ni en gras, ni en italique, ni en « petit »…
- Le gras n'est utilisé que pour surligner le titre de l'article dans l'introduction, une seule fois.
- L'italique est rarement utilisé : mots en langue étrangère, titres d'œuvres, noms de bateaux, etc.
- Les citations ne sont pas en italique mais en corps de texte normal. Elles sont entourées par des guillemets français : « et ».
- Les listes à puces sont à éviter, des paragraphes rédigés étant largement préférés. Les tableaux sont à réserver à la présentation de données structurées (résultats, etc.).
- Les appels de note de bas de page (petits chiffres en exposant, introduits par l'outil «  Source ») sont à placer entre la fin de phrase et le point final[comme ça].
- Les liens internes (vers d'autres articles de Wikipédia) sont à choisir avec parcimonie. Créez des liens vers des articles approfondissant le sujet. Les termes génériques sans rapport avec le sujet sont à éviter, ainsi que les répétitions de liens vers un même terme.
- Les liens externes sont à placer uniquement dans une section « Liens externes », à la fin de l'article. Ces liens sont à choisir avec parcimonie suivant les règles définies. Si un lien sert de source à l'article, son insertion dans le texte est à faire par les notes de bas de page.
- La présentation des références doit suivre les conventions bibliographiques. Il est recommandé d'utiliser les modèles {{Ouvrage}}, {{Chapitre}}, {{Article}}, {{Lien web}} et/ou {{Bibliographie}}. Le mode d'édition visuel peut mettre en forme automatiquement les références.
- Insérer une infobox (cadre d'informations à droite) n'est pas obligatoire pour parachever la mise en page.

Pour une aide détaillée, merci de consulter Aide:Wikification.
Si vous pensez que ces points ont été résolus, vous pouvez retirer ce bandeau et améliorer la mise en forme d'un autre article.
Donald Andrew "Donnie" McClurkin, Jr. (né le 9 novembre 1959) est un chanteur et conducteur de louanges Gospel américain. Il a remporté trois Grammy Awards, dix Stellar Awards, deux BET Awards, deux Soul Train Awards, un Dove Award et un NAACP Image Awards. Il est l'un des artistes gospel ayant vendus le plus de disques, vendant plus de 10 millions d'albums dans le monde. Le magazine américain Variety (magazine) a surnommé McClurkin un "roi régnant du Gospel urbain".

## Biographie

### Ses débuts
McClurkin est né à Copiague à New York aux États-Unis. Lorsqu'il avait huit ans, son frère de deux ans fut renversé et tué par un excès de vitesse. Peu de temps après la perte, McClurkin a connu des troubles familiaux en raison de la perte de son frère, cela se cumulant avec les abus sexuels que son oncle et le fils de son grand-oncle commit sur lui durant son enfance. De plus, deux de ses sœurs avaient des problèmes de toxicomanie. Tout ses évènements marquant conduisirent le jeune McClurkin à trouver du réconfort en allant à l'église, par l'intermédiaire d'une de ces tantes qui était choriste. Alors, la musique est rapidement devenue un autre moyen pour McClurkin de négocier ses luttes personnelles. À l'âge de 11 ans, Donnie rencontra le chanteur Gospel Andrae Crouch à un concert. Ce dernier finira par devenir son mentor et un réel ami.
Par la suite, il fonda, à l'âge de 19 ans, deux groupes de gospel: les "McClurkin Singers" (avec ses propres sœurs) et plus tard, la "New York Restoration Choir", commençant à enregistrer dès 1975. Avec ce groupe, il donna des concerts dans les rues et les prisons, préférant chanter dans ces lieux plutôt que devant les chrétiens, dans les églises. Cela le conduisit à signer son premier contrat avec Savoy Records.

### Ministère
En 1983, McClurkin rencontre le révérend Marvin Winans, de la célèbre famille de musiciens " The Winans". Impressionné par son talent et sa sincérité, Winans décide de recruter McClurkin pour l'aider à démarrer un ministère à Détroit dans l'État du Michigan. McClurkin accepte et déménage à Détroit en 1989 et est devint ministre associé de l'église Perfecting Church. C'est à partir de ce ministère que McClurkin a commença à développer une réputation nationale, alors qu'il commençait à faire des tournées et à se produire dans diverses églises et lieux de Gospel à travers le pays,.